# Carano (Sessa Aurunca)
Carano is een plaats (frazione) in de Italiaanse gemeente Sessa Aurunca.